# Cinnyris cupreus
Cinnyris cupreus là một loài chim trong họ Nectariniidae.

## Hình ảnh

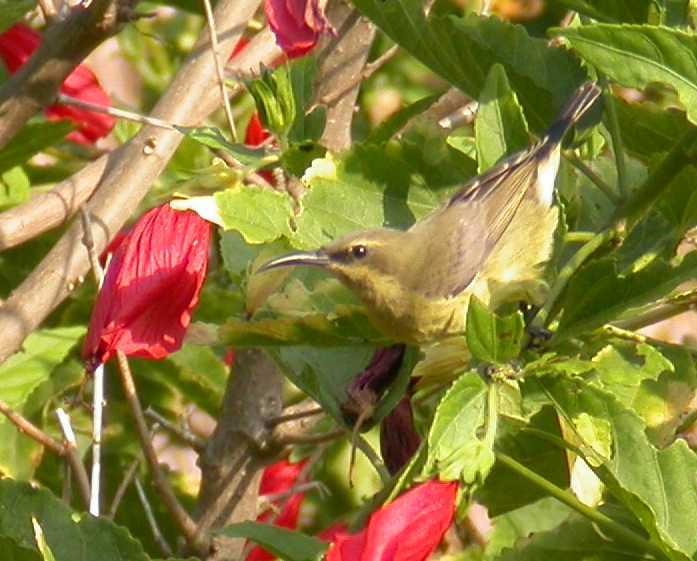
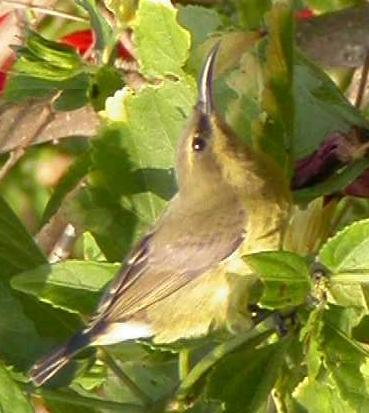